# Aeroportul Raduzhny
Aeroportul Raduzhny (IATA: RAT, ICAO: USNR) este un aeroport din Rusia ce deservește zona Radujnîi⁠(d). A fost numit după zona deservită.
Situat la o altitudine de 74 m, aeroportul dispune de o singură pistă.